# The Rajah's Vow
The Rajah's Vow è un cortometraggio muto del 1914 diretto da George Melford.

## Produzione
Il film fu prodotto dalla Kalem Company.

## Distribuzione
Distribuito dalla General Film Company, il film - un cortometraggio in due bobine - uscì nelle sale cinematografiche degli Stati Uniti il 10 agosto 1914.